# كالوم بوث
كالوم بوث (بالإنجليزية: Callum Booth) (30 مايو 1991 في المملكة المتحدة - ) هو لاعب كرة قدم بريطاني في مركز الظهير. شارك مع منتخب اسكتلندا تحت 19 سنة لكرة القدم ومنتخب اسكتلندا تحت 21 سنة لكرة القدم. أما مع النوادي، فقد لعب مع ريث روفرز ونادي بارتيك ثيسل ونادي بريتشين سيتي ونادي هيبرنيان ونادي اربوراث ونادي ليفينغستون لكرة القدم.

## وصلات خارجية
- كالوم بوث على موقع الاتحاد الإسكتلندي (الإنجليزية)
- كالوم بوث على موقع قاعدة بيانات كرة القدم.إي يو (الإنجليزية)
- كالوم بوث على موقع Soccerbase.com (لاعب) (الإنجليزية)
- كالوم بوث على موقع Soccerway.com (الإنجليزية)
- كالوم بوث على موقع عالم كرة القدم.نت (الإنجليزية)